# تپه قلعه شاهی
تپه قلعه شاهی مربوط به دوران‌های تاریخی پس از اسلام است و در شهرستان اراک، بخش مرکزی، روستای وسیمه واقع شده و این اثر در تاریخ ۱۱ دی ۱۳۸۰ با شمارهٔ ثبت ۴۶۲۰ به‌عنوان یکی از آثار ملی ایران به ثبت رسیده است.